# Protestantism
Ordet protestantism eller protestantisk kristendom används numera om ett antal, sinsemellan olika kristendomsriktningar; bland annat kyrkor, samfund och grupper som har sitt ursprung i några av de kristna reformrörelserna som ägde rum under 1500-talet, som avvisar den romersk-katolska kyrkans anspråk på att vara den enda rättmätiga kristna kyrkan, och som inte står i kommunion med de östliga ortodoxa och orientaliska ortodoxa kyrkorna. Ordet protestant tillkom vid riksdagen i Speier 1529 för att beteckna lutheranerna, men inte några andra teologiska riktningar. Ordet protestantism är belagt i tyskan sedan sent 1500-tal (endast om lutheraner), i det engelska språket sedan 1640 med vag innebörd, i det svenska språket sedan 1680 omfattande alla reformationsrörelserna, inklusive både lutherska och reformerta, men ofta i inskränktare användning för evangelisk-luthersk troslära. I vag mening kan ordet numera även användas om en rad sentida evangeliska inriktningar (inklusive evangelikala och baptistiska frikyrkor och andra lågkyrkliga väckelserörelser), mindre ofta om anglikaner, som vanligtvis inte använder detta ord som självbeteckning, och som ofta betraktar sin kyrka som en reformerad katolsk kyrka.
Idag är ordet vanligare som självbeteckning bland reformerta kristna (eller inom de unierade kyrkorna som assimilerat reformerta och evangelisk-lutherska kyrkor, med reformert profil som följd) än bland evangelisk-lutherskt kristna. I inget av exempelvis Svenska kyrkans normerande dokument förekommer ordet protestantism som självbeteckning. Geografiskt är ordet mer populärt i den engelskspråkiga världen än i den tyskspråkiga. I den senare används ordet Evangelisch om både lutheraner och reformerta.

## Definition och ursprung
År 1526 gav det tysk-romerska rikets parlament tillfälligt rätt till varje härskare inom riket att besluta om religionen för de underlydande enligt principen Cuius regio, eius religio (att konungens religion är landets religion).
1529 såg kejsaren Karl V över politiken igen och förkunnade att tills den katolska kyrkans position blev klargjord genom ytterligare ett kyrkomöte skulle alla nya religiösa rörelser inom riket förbjudas. Termen protestant användes ursprungligen om den grupp av teologer, furstar och rikets städer inom Tysk-romerska riket som vid riksdagen i Speier 1529 vittnade för (Pro Testare) vad de själva ansåg var den riktiga tolkningen av den katolska tron, och protesterade mot kejsarens beslut. Ordet kom ursprungligen endast att syfta på lutheranerna, men dessa föredrar att kallas för evangelisk-lutherska, och ordet "protestantisk" har endast sällan använts som officiell självbenämning av lutheranerna. Ordet Protestantismus är belagt i tyskan först vid 1500-talets slut, ordet protestantism i engelska 1640 och i svenska 1680.
Försöket att försona kejsardömets många (formellt ännu katolska) statskyrkor vid riksdagen i Augsburg 1530 misslyckades. Lutheranerna framlade den Augsburgska bekännelsen som ett läromässigt enhetsdokument, men det avvisades av den påvliga sidan. Under de föregående och följande åren uppkom andra reformrörelser, som på skiftande punkter avvek från de sachsiska lutheranernas teologi och kyrkoordning. Detta ledde till konflikter mellan kyrkan i Sachsen och de andra reformrörelserna. Luther bröt med Erasmus över frågan om viljans frihet 1525, och Erasmus förblev trogen medlem av den romersk-katolska kyrkan under hela sitt liv. Samma år kritiserade Luther de så kallade anabaptisterna, som förkastade barndopet. Den reformerade kyrkan i Zürich präglades av Huldrych Zwingli, och en brytning med denna kom till stånd 1529, då de båda samfunden inte hade samma nattvardssyn. Kyrkan i Köln försökte 1543 implementera Erasmus vision, men hämtade hjälp av både Melanchthon och Strassbourg-teologen Martin Bucer. 
Efter en tids inbördeskrig erkände kejsaren vid freden i Augsburg 1555 varje furstes rätt att själv avgöra huruvida kyrkan i vederbörandes furstendöme skulle följa romersk-katolsk teologi eller den Augsburgska bekännelsen. Detta beslut ledde till en definitiv formell brytning mellan protestantiska trossamfund och den romersk-katolska kyrkan för tyskt vidkommande. De som vare sig accepterade romersk-katolsk teologi eller den Augsburgska bekännelsen tilläts inte ha någon egen statskyrka, och tvingades därmed att antingen motvilligt konvertera till den lutherska bekännelsen eller flytta utomlands (exempelvis de nordamerikanska kolonierna). Reformer genomfördes i Genève av Jean Calvin, men de calvinska kyrkornas teologi kom att kättarförklaras av lutheranerna i Konkordieformeln 1577. Zwinglis och Calvins anhängare slöt sig samman under gemensamma bekännelsedokument under 1560-talet, men först vid Westfaliska freden 1648 erhöll de rätten att bli tyska statskyrkor, om några furstar så skulle vilja. Anabaptister var strängt förbjudna att fira gudstjänst i både lutherska och calvinska stater, och många av dem flydde, antingen till Nederländerna, som hade infört religionsfrihet 1648, eller till de nordamerikanska kolonierna.
Fredrik Vilhelm III av Preussen genomdrev 1817 en tvångsunion mellan lutherska och reformerta kyrkor, i syfte att endast en gemensam statskyrka skulle finnas i Preussen. Denna unionskyrka kan kallas för "protestantisk" i engelskspråkig litteratur, men kallas för "Evangelisch" i tyskspråkiga sammanhang. Försöket misslyckades. Istället för två kyrkor fanns plötsligt minst tre, därför att konfessionella lutheraner och reformerta, trots förföljelser från statsmaktens sida, bildade egna trossamfund. Att förena trossamfund som inte är överens om predestinationsläran, nattvardssyn och bildbruk i kyrkorummet visade sig vara svårt.
Med tiden har ordet protestantism kommit att användas om alla kyrkor som inte hör till den romersk-katolska kyrkan eller den östligt ortodoxa kyrkan. Med en sådan bred och töjbar definition skulle dock den assyriska kyrkan, de orientaliskt ortodoxa kyrkorna, valdenser, den reformerta kyrkan, den anglikanska kyrkan, baptisterna, anabaptisterna, kväkare, herrnhutism, metodism, gammalkatolska kyrkor, nyhussiter, sjundedagsadventister, pentekostalism, trosrörelsen, Plymouthbröderna, Nya kyrkan, Jehovas vittnen och mormonerna räknas till "protestanterna". Denna bredare definition gör begreppet oklart och svårt att använda, eftersom dessa kyrkor inte har någon gemensam gudsuppfattning, kristologi, människosyn, bibelsyn, kyrkosyn, dopsyn, nattvardssyn, syn på predestinationsläran, syn på det tredelade ämbetet eller spiritualitet. 
Man skulle alternativt kunna utpeka tillkomst på 1500- och 1600-talet som ett kriterium, men då skulle detta exkludera assyrierna, orientalerna, valdenserna och kanske även herrnhutarna, som är en gren av hussiterna, och nyhussiterna. Det skulle också exkludera metodisterna och Nya Kyrkan (som är 1700-talsrörelser), mormonerna, plymouthbröderna, adventisterna, gammalkatolikerna, Svenska missionskyrkan och Jehovas Vittnen (som är 1800-talsrörelser), samt pentekostalerna och trosrörelsen (som är 1900-talsrörelser). Denna definition skulle ändå inte leda till någon begreppsmässig klarhet, därför att den läromässiga, organisationsmässiga och spiritualitetsmässiga skillnaden mellan anglikaner, baptister och kväkare är avsevärd. Vilka gemensamma drag skulle ordet "protestantisk" syfta på?
En av 1500-talets kyrkliga reformrörelser stannade kvar inom den Romersk-katolska kyrkan och förbjöd bland annat avlatshandeln vid det Tridentinska kyrkomötet 1545-1563. Att ha "reformerats" på 1500-talet är alltså inte ett kriterium i sig på vad som är protestantism.

## Inriktningar

### Lutherdomen

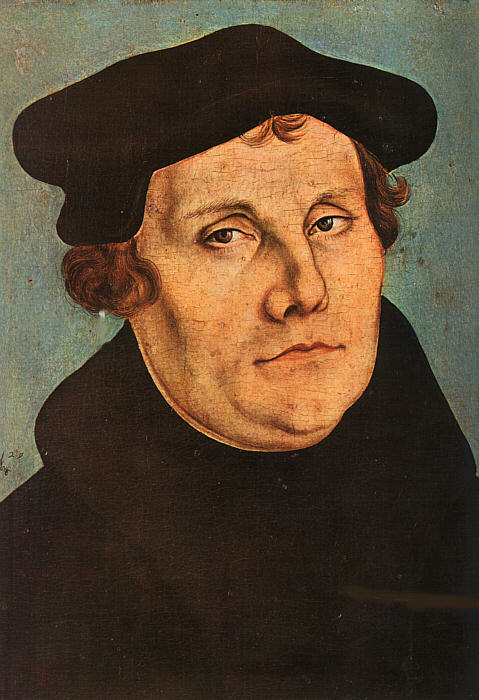
Lucas Cranach den äldres Porträtt av Martin Luther från 1529 (Uffizierna).

Den humanistiska rörelsen under renässansen eftersträvade kyrkoreformer, men givetvis inte en splittring av den befintliga västkyrkan i många kristendomsriktningar. En av förgrundsgestalterna var Erasmus av Rotterdam, som inledningsvis kom att påverka både reformkatoliker och de sachsiska teologerna Martin Luther och Philipp Melanchthon. Till de gemensamma idealen hörde bibelöversättning till folkspråken, studier av kyrkofäderna på originalspråken, förbättrad prästutbildning och förbättrad lekmannaundervisning.
Under åren 1516-1517 kritiserade Luther quadriga (den fyrfaldiga bibeltolkningen) och den skolastiska teologin från sin professur vid universitetet i Wittenberg. I sina 95 teser mot avlat (skrivna på latin, men snart översatta och spridda) kritiserade han missbruk av avlatssystemet, men inte avlaten som sådan. Efter Leipzigdisputationen 1519 mellan Luther och dominikanteologen Johann Eck, då Luther hävdade att Skriften ensam skall vara normerande i trosfrågor, och att påven kan ta miste, utfärdade påven Leo X 1520 en bannbulla mot Luther, och krävde att Martin Luther återkallade 41 av sina 95 teser.
Det Tysk-romerska riket var under början av 1500-talet uppdelat i omkring 300 stater och städer, var och en med någon grad av självstyrelse under en statschef. Vid Fördraget i Worms, som var ett försök att ena alla det Tysk-romerska rikets stånd som fanns samlade i Worms inledde man mötet med anklagelser emot Luther. Mötet slutade med att Luther genom "påbudet i Worms", som proklamerades den 25 maj, förklarades laglös och all läsning och innehav av hans litteratur bannlystes. Luther kom dock under beskydd av kurfursten Fredrik den vise av Sachsen, som såg en chans att ställa kyrkan under den världsliga statsmakten. Denna drivkraft kom att samspela med teologiska skäl, när monarker i olika delar av nordvästeuropa gick reformbenägna teologer till mötes, och omvandlade tidigare kyrkoprovinser till reformerade statskyrkor. Många av det Tysk-romerska rikets norra monarkier lät därför omvandla sina regionala kyrkor efter den wittenbergska reformens mönster till ett antal evangelisk-lutherska kyrkor, men en fullständig brytning med heliga stolen hade ännu inte ägt rum.
De evangelisk-lutherska kyrkorna antog den Augsburgska bekännelsen 1530, i ett misslyckat försök att hindra splittring mellan den romersk-katolska kyrkan och kyrkan i Sachsen. Under 1550-, 1560- och 1570-talet pågick omfattande stridigheter mellan lutherska teologer i form av bland annat de majoristiska, synergistiska och flacianska striderna, men striderna bilades genom samlandet av den s.k. Konkordieboken.
Östlutherdom
Östlutherdom, också kallat Östlig lutherdom, Bysantinsk lutherdom eller Bysantinsk ritlutherdom hänvisar till de lutherska kyrkor i Ukraina och Slovenien som använder den bysantinska riten i sina liturgier.

#### Lutherdomens grundsatser
Sola fide, lat. ’Genom tron allena’, är grundsatsen i Martin Luthers lära. Den uppkom under den lutherska reformationen i Kurfurstendömet Sachsen, tillsammans med fyra andra sloganliknande "sola" som bildar lutherdomens "fem sola":
- Sola gratia ("genom nåden allena")
- Sola fide ("genom tron allena")
- Sola scriptura ("genom skriften allena")
- Solus Christus ("allena Kristus")
- Soli Deo gloria ("ära vare Gud allena")

Reformert kristna av kalvinsk konfession delar dessa grundsatser, men många av de trossamfund som i dagligt tal numera kallas för protestantiska delar inte i alla avseenden dessa grundsatser. De lutherska grundsatserna är därför inte ett kriterium på vad som är protestantiskt i vid mening. Ett exempel är metodismen som relativiserar Sola scriptura-principen genom att även betrakta Förnuft, Erfarenhet och Tradition som instrument inom teologin, några andra är de arminianska trossamfunden och Sista dagars heliga-rörelsen som relativiserar Sola gratia-principen genom att betrakta saligheten som ett resultat av Guds nåd och människans gensvar (Synergism (teologi)).

#### Lutherdomen i Sverige
Reformkatolska ansatser inleddes vid Västerås riksdag år 1527 under kung Gustav Vasas tid som regent.
De svenska teologerna Olaus Petri, Laurentius Petri och Laurentius Andreae hade studerat i Tysk-romerska riket och där influerats av Philipp Melanchthons teologi, vilket i sin tur i hög grad påverkade reformationsförloppet i Sverige.
Den kanoniska rätten avskaffades vid ett kyrkomöte i Uppsala 1536 och ersattes med Den Svenska Kyrkoordningen vid ett kyrkomöte i Uppsala 1572, men med bevarat biskopsämbete till skillnad från de lutherska kyrkorna i Tysk-romerska riket. Kalvinismen avvisades av ett kyrkomöte i Stockholm 1565, och den Augsburgska bekännelsen, en evangelisk-luthersk bekännelseskrift, antogs vid Uppsala möte 1593. Efter Avsättningskrigets mot Sigismund slut 1599, ratificerades Uppsala kyrkomöte slutligen under dåvarande hertig Karls försorg.
Reformerna i Finland, då en del av Sverige, genomfördes av Mikael Agricola.
Ordet "protestantisk" eller "protestantism" förekommer inte i något av Svenska kyrkans officiella dokument, vare sig förr eller i nutid. Svenska kyrkan definieras i nuvarande Lag om Svenska Kyrkan i stället som en evangelisk-luthersk folkkyrka.

### Kalvinism och reformerta kyrkor
Den Reformerta kyrkan är en beteckning för de kyrko- och samfundsbildningar, som leder sitt ursprung tillbaka till de kristna reformationsrörelser i Schweiz som leddes av Huldrych Zwingli på 1520-talet och Jean Calvin efter 1534. 
Den reformerta protestantismen skiljer sig från lutherdomen i första hand på grund av Calvin. Calvins motsats mot Luther träder klarast fram i följande fem huvudpunkter:
- Ställningen till Skriften; de reformerta tillämpar Bibelns bokstav på ett mera abstrakt och lagmässigt sätt än lutherdomen,
- Predestinationen,
- Sakramentslära och i sammanhang därmed
- Kristologi samt slutligen
- Kyrkobegreppet.

I den Reformerta Världsalliansen ingår kyrkor som inte delar Zwinglis och Calvins teologi, exempelvis Arminianerna, som bröt med calvinismen vid Dordrechtsynoden 1619. I Sverige står Svenska Missionskyrkan arminianerna nära, inte på grund av någon direkt påverkan, för de båda samfunden har helt skilda historiska bakgrunder. Däremot påverkade arminianismen John Wesley, grundaren av metodismen. Metodisten George Scott påverkade den tidiga nyevangelismen, som var Svenska Missionskyrkans uppkomstmiljö. Finns ett samband är det alltså indirekt genom flera mellanled.

### Baptism

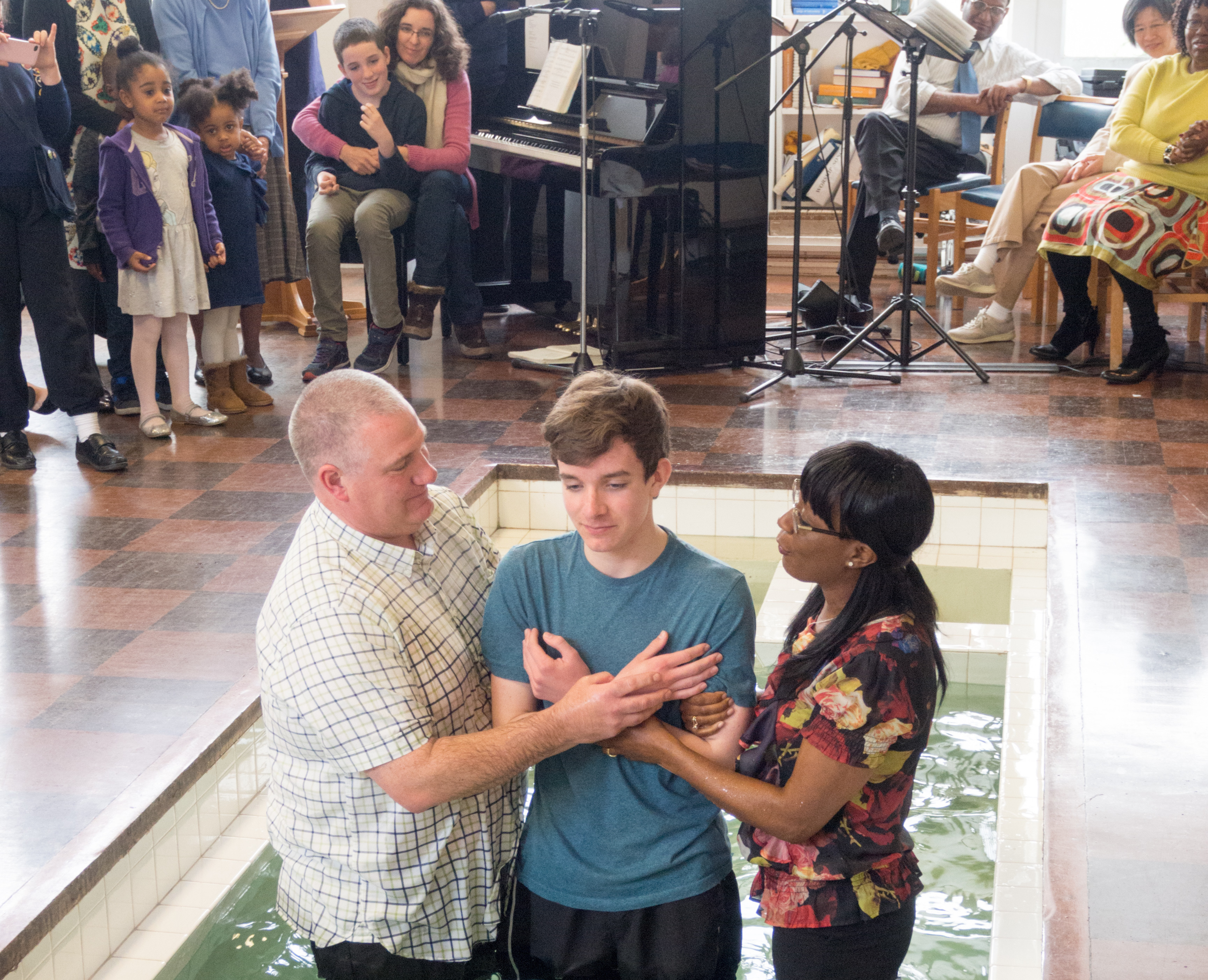
Troendedop i en baptistisk kyrka. Troendedopet kännetecknar också baptismen.

Baptism är en kristen riktning där man i dopfrågan tar avstånd från barndop och istället anser att endast den som tagit ställning i trosfrågan och gör ett medvetet val enligt Bibeln och kristen tro rätteligen kan döpas. Till skillnad från lutherska kyrkor har baptistkyrkor inte biskopar.
Baptismen har sin bakgrund i de engelska separatisterna på 1600-talet. Den första egentliga baptistförsamlingen grundades av engelsmannen John Smyth i Nederländerna 1607. Under 1600-talet växte baptismen i England, och spreds därifrån främst till Nordamerika och senare till andra länder.
Baptismens historia i Sverige börjar i september 1848 då den första baptistförsamlingen bildades i Borekullastugan i Landa socken i Halland, under ledning av den nydöpte F.O. Nilsson.

### Östlig protestantism
Den östliga protestantismen är olika protestantiska kyrkor som tillhör den östliga kyrkan, det vill säga vissa protestantiska kyrkor som finns utanför västvärlden.
Östprotestantismen började att utvecklas under den andra halvan av 1800-talet. Några av kyrkorna uppstod som ett resultat av schismen efter konciliet i Chalkedon år 451.

## Andra huvudinriktningar
- Anabaptisterna
- Herrnhutism
- Kväkare
- Metodism
- Nya kyrkan
- Nyevangelism
- Nyhussiter
- Pietism
- Plymouthbröderna
- Puritanism
- Pentekostalism
- Sjundedagsadventisterna
- Trosrörelsen
- Unitarism
- Valdenser

Om definitionen av "protestantism" är att inte stå i kommunion med den romersk-katolska kyrkan hör även följande kyrkofamiljer till protestanterna, men dessa kyrkor betraktar inte sig själva som protestantiska:
- Österns apostoliska och katolska assyriska kyrka
- De orientaliskt ortodoxa kyrkorna
- Anglikanska kyrkogemenskapen
- Gammalkatolska kyrkor
- Mormoner

## Diagram över protestantiska riktningar
Följande tidsdiagram visar protestantismens huvudsakliga förgreningar och rörelser. Antitrinitariska rörelser såsom Stone-Campbells reformationsrörelse har utelämnats i diagrammet.

## Styrelsesätt
- Episkopalism
- Kongregationalism
- Presbyterianism

## Bilder

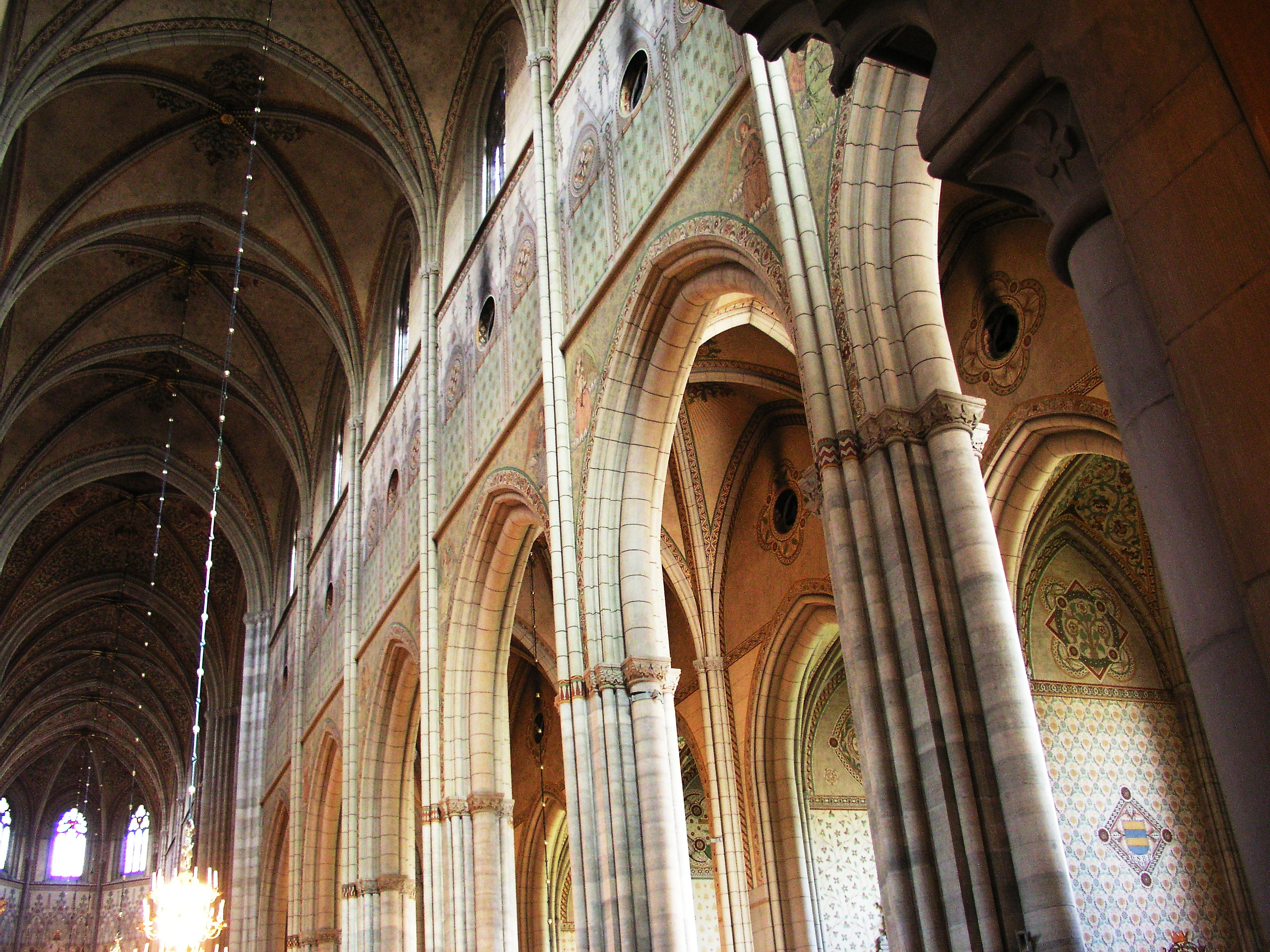
Interiör från Uppsala domkyrka med det högre mittskeppet till vänster och det lägre sidoskeppet till höger.